# Diente canino
Los dientes caninos (o como los llaman vulgarmente: colmillos) (también columelar, canero, o canil) están situados entre ambas arcadas dentarias delimitando el sector anterior del posterior. Se sitúan distalmente a los primeros premolares y mesialmente a los incisivos laterales. Existen dos caninos superiores y dos inferiores.
Su función principal es la de desgarrar carne.

## Canino superior
Tiene un gran tamaño coronal y radicular. Tiene una corona de forma pentagonal, sus dimensiones mayores son las vestibulopalatinos con respecto a las mesiodistales, es el diente más largo, en total, de la dentición humana, y solo tiene una raíz.
Es característico que en el borde incisal el brazo cuspideo mesial sea más largo que el distal, justo al revés que en el canino inferior.
Sus contactos dentarios son:
- Proximales: contacta distalmente con el primer premolar superior y mesialmente con el incisivo lateral superior.
- Oclusales: ocluye con la vertiente distal del canino inferior y con la vertiente mesial del primer premolar inferior.

## Canino por vestibular
- Posee un lomo central, un lomo mesial y otro distal.

El lomo central termina en una cúspide de la cual se desprenden dos crestas o vertientes, mesial más corta que distal.

## Canino por palatina
Posee un lomo central, dos fosas mesial y distal, una elevación de esmalte como lo es el cíngulum y dos rebordes marginales mesial y distal.
El canino separa la dentición en posterior y anterior participa también en los procesos de protrusión dental.

## Canino inferior
Su dimensión vestibulolingual siempre es mayor que la mesiodistal. Es parecido al canino superior pero con los rasgos anatómicos menos marcados. Es característico que el más largo. 
Los dientes caninos están poco desarrollados en el hombre si los comparamos con otras especies animales. El ser humano posee cuatro dientes caninos, dos en la arcada superior y dos en la arcada inferior.
Son considerados las "llaves de la oclusión dentaria". Cuando están en contacto los caninos inferiores con los superiores no hay oclusión entre los molares.
Son los dientes que poseen las raíces más largas de la dentadura humana, llegando a medir hasta 17 mm y creando una protuberancia en la maxilar, la zona adyacente a la protuberancia canina es conocida como fosa canina.
Los caninos son los dientes que más tardan en salir en la dentición definitiva, produciéndose a veces apilamiento dental sin dejar espacio para los caninos.
Son los dientes más estables de la dentadura humana. 
Su función principal es la de desgarrar los alimentos para que luego puedan ser triturados por los premolares y molares.
- Caninos superiores

Poseen la corona más ancha de delante hacia atrás. Poseen una prominencia o cíngulo en la cara palatina que es más prominente que el cíngulo que se observa por la cara lingual del canino inferior.
Su raíz genera la eminencia canina del maxilar. y tienen la raíz más grande de toda la nomenclatura dental.
- Caninos inferiores

Son más estrechos que los superiores y su mamelón cervical o cíngulo es menos prominente.Todos los 3 o caninos como son conocidos en la nomenclatura dental tienen la raíz más larga y protuberante de todas las demás. 

## Imágenes

Boca (cavidad oral).
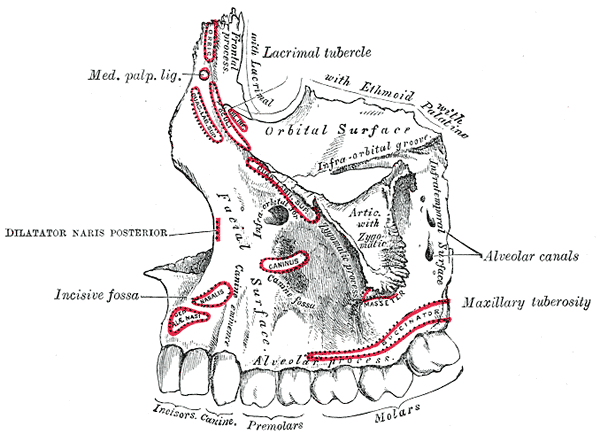
Maxilar izquierdo. Superficie externa.
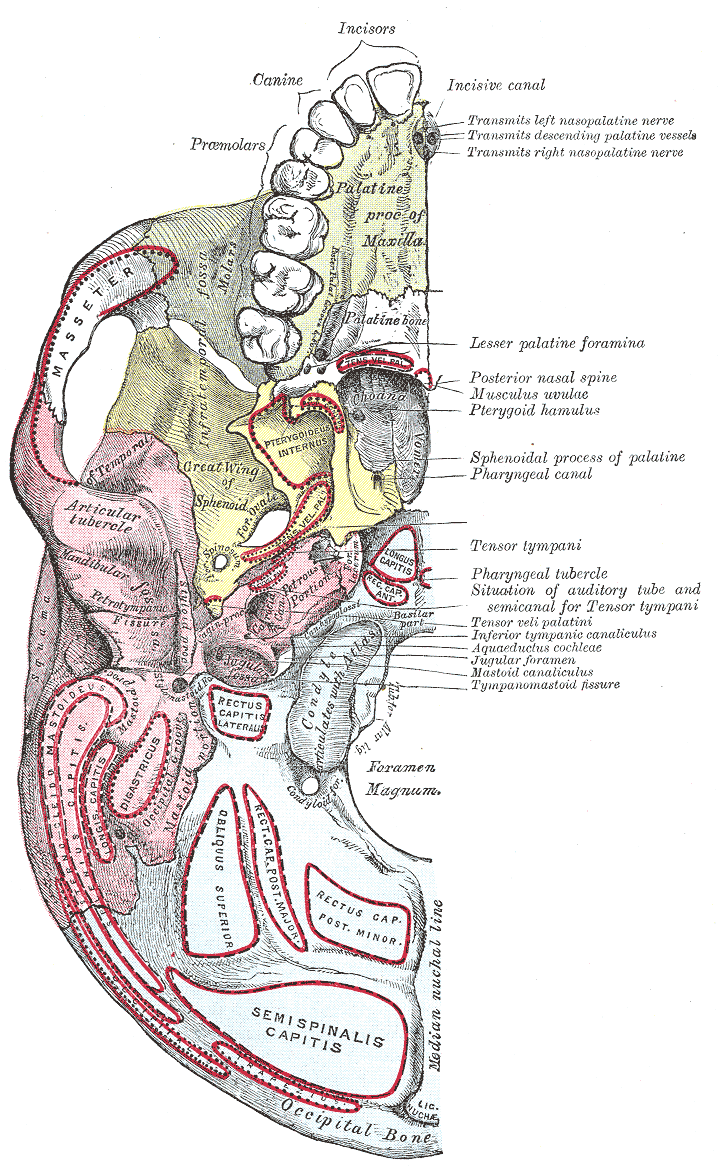
Base del cráneo. Superficie interna.
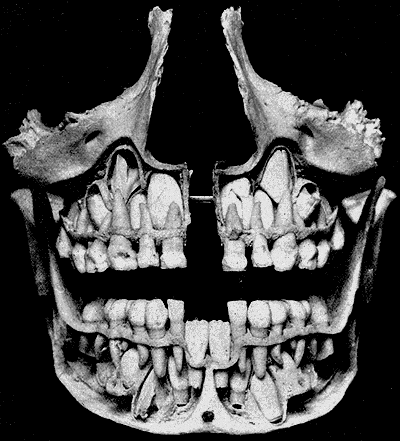
Diente permanente sin erupcionar bajo la línea de la dentición decidua.
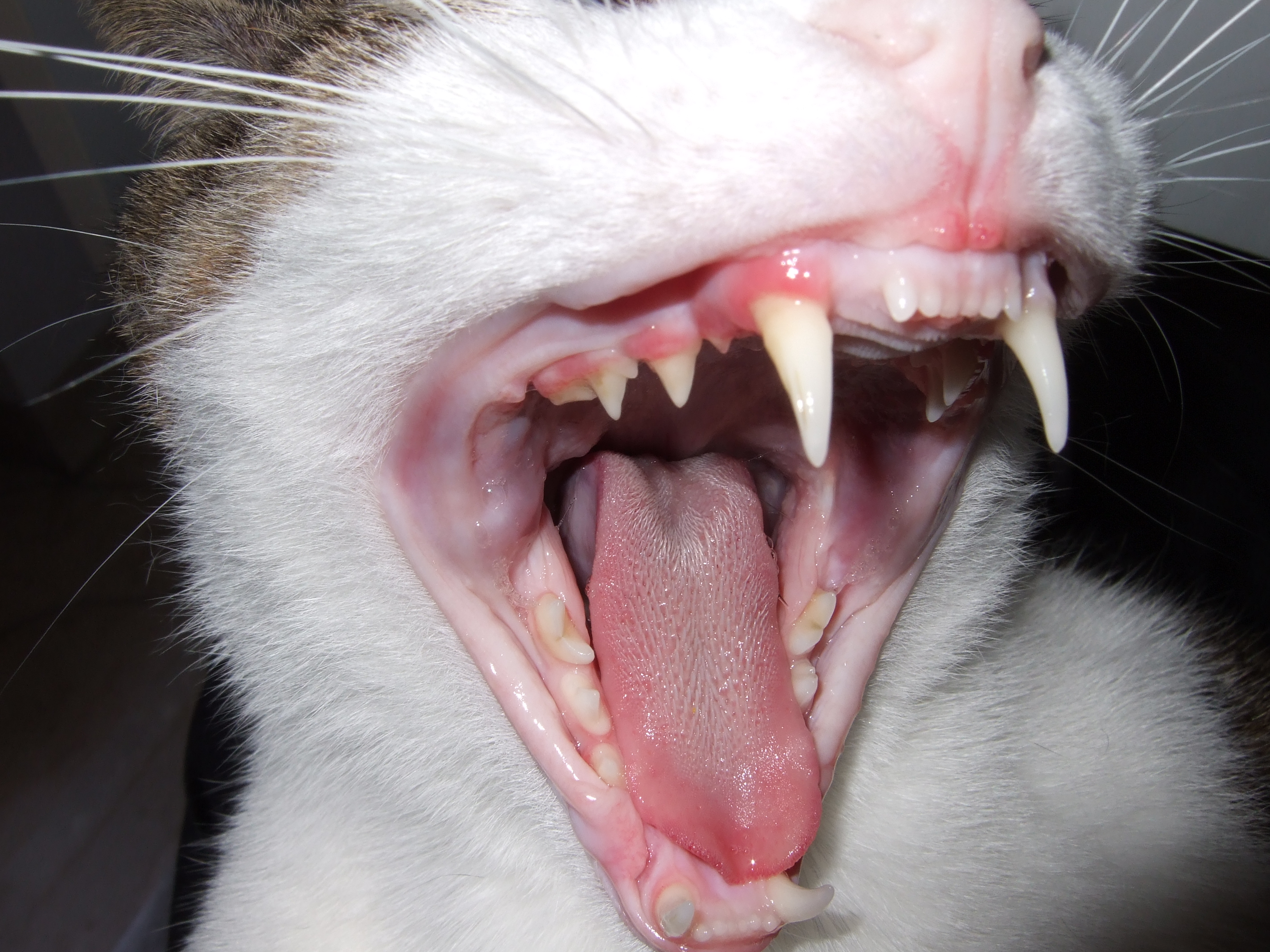
Caninos, muy desarrollados, en un gato doméstico.